# 普卡基山
普卡基山（英語：Mount Pukaki），是南極洲的山峰，位於沙克爾頓海岸，處於哈威亞山和羅托伊蒂山之間，屬於弗里蓋特山脈的一部分，由新西蘭探險隊命名，現時由南極條約體系管理。